# لاندوتتر
لاندوتتر (به سوئدی: Landvetter) یک منطقهٔ مسکونی در سوئد است که در بخش هریدا واقع شده‌است. لاندوتتر ۵٫۴۰ کیلومتر مربع مساحت و ۷٬۱۵۲ نفر جمعیت دارد.